# John Peet
Pour les articles homonymes, voir Peet.
John Peet, né le 27 novembre 1915 à Londres et mort le 29 juin 1988 à Berlin-Est, est un journaliste britannique puis est-allemand.
Membre du Parti communiste de Grande-Bretagne depuis son adolescence, il rejoint les Brigades internationales et participe à la guerre d'Espagne. Il cherche à intégrer la Royal Air Force au début de la Seconde Guerre mondiale, mais sa candidature est rejetée en raison de son orientation politique. Journaliste, il travaille pour Reuters dans la Palestine sous mandat britannique, et couvre les procès de Nuremberg après la guerre. En 1950, il s'installe de manière permanente en Allemagne de l'Est (RDA). Il continue à y travailler comme journaliste, produisant une lettre d'information en anglais pour diffuser des informations favorables à la RDA auprès du public britannique. Grand et mince, et « perçu par de nombreux Allemands comme ayant le style d'un Anglais typique », il joue le rôle de personnages anglais dans « quelques films est-allemands ». Il consacre les dix dernières années de sa vie à traduire les écrits de Karl Marx et de Friedrich Engels en anglais,.